# Midland (Ohio)
Midland – wieś w Stanach Zjednoczonych, w stanie Ohio, w hrabstwie Clinton.